# Ophionella willowmorensis
Ophionella willowmorensis är en oleanderväxtart som beskrevs av P.V. Bruyns. Ophionella willowmorensis ingår i släktet Ophionella och familjen oleanderväxter. Inga underarter finns listade i Catalogue of Life.